# MK 108
Il Rheinmetall-Borsig MK 108 è stato un cannoncino automatico ad uso aeronautico calibro 30 mm in dotazione ai velivoli da caccia della Luftwaffe come i Focke-Wulf Ta 152 e Ta 154, l'Heinkel He 219 e i Messerschmitt Bf 109 e Me 262.

## Sviluppo e impiego
L'arma fu sviluppata privatamente dalla Rheinmetall-Borsig nel 1940 e venne proposta nel 1942 al RLM in seguito alla richiesta del Ministero di un'arma pesante d'aereo in grado di contrastare i bombardieri Alleati che apparivano in massa sui cieli tedeschi.
Venne scelto allo scopo il calibro di 30 mm, giudicato il migliore compromesso peso-prestazioni. La munizione sviluppata si basava sul 20 × 82 mm RB ma opportunamente ingrandita e, per consentire il particolare ciclo di sparo dell'arma (a corto rinculo e detonazione anticipata) aveva un particolare fondello sottodimensionato rispetto al corpo del bossolo. Il nuovo cannone automatico fu denominato MK 108 (Maschinen-Kanone 108, poiché la Luftwaffe classificava "cannoni" le armi di calibro superiore ai 20 mm) e nel 1942 fu sperimentato come arma anti-bombardieri, che proprio allora stavano diventando un flagello per l'aeronautica tedesca.
Si constatò subito che il nuovo cannone era ben appropriato a questo ruolo essendo in grado di abbattere bombardieri come il Boeing B-17 Flying Fortress od il Consolidated B-24 Liberator con solo tre o quattro colpi ed un caccia con un solo colpo, utilizzando munizioni ad alto potenziale. In confronto il pur eccellente MG 151/20 da 20 mm richiedeva in media 25 colpi per abbattere un B-17. Compatto, relativamente leggero e affidabile, non sbilanciava eccessivamente gli apparecchi da caccia e non influiva sulle prestazioni e fu installato rapidamente su quasi tutti i caccia tedeschi a partire dall'estate del 1943, sui modelli Bf 110 G2, Bf 109 G-6 e Fw 190D. In particolare, il caccia bireattore Me 262 Schwalbe montava nel muso ben 4 cannoni MK 108, con i quali poteva spare una raffica di 72 kg di alto esplosivo in un secondo. La caratteristica più apprezzata dell'arma erano certamente i proiettili da 30 mm riempiti di RDX, un potente esplosivo che aveva effetti devastanti, anche contro bersagli terrestri.

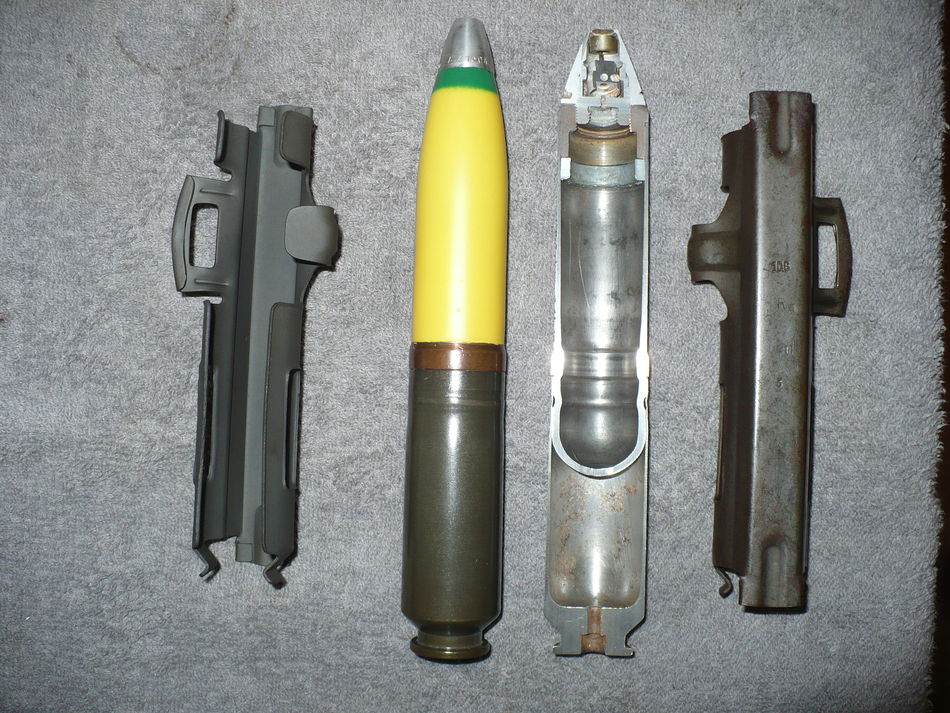
Proiettile da 30 × 90 mm RB mostrato intero e in sezione, con ai lati le maglie del nastro di alimentazione. La colorazione gialla dell'ogiva lo identifica, nel codice delle armi della Luftwaffe, come ad alto esplosivo (HE) e la striscia verde denota la presenza di una spoletta temporizzata di autodistruzione. Si noti il sottodimensionamento del fondello del bossolo, necessario per il funzionamento del particolare ciclo meccanico a detonazione anticipata.

Aveva però vari difetti: il MK 108 era più un lancia granate automatico che un vero cannone, relativamente poco preciso (ma non era un problema se il combattimento si svolgeva a corta distanza e contro bersagli in volo rettilineo e in formazione, come i bombardieri), con una cadenza di fuoco troppo lenta, una corta gittata e una velocità del proiettile inferiore a quella del MG 151. Il cannone MK 108 era una superba arma antibombardiere, ma pessimo contro i caccia.
Gli aerei che lo montavano come arma esclusiva ottennero molte vittorie contro i B-17 e i B-24 ma non riuscirono ad abbattere molti Mustang o Spitfire.

## Tecnica
La necessità di avere un'arma che sparasse un proiettile potente e ad alto potere distruttivo portò i tecnici della Rheinmetall-Borsig a sviluppare un'organizzazione meccanica decisamente particolare. Una chiusura geometrica, con otturatori a testa rotante od oscillante, avrebbe comportato lunghe e costose lavorazioni e rischio di inceppamenti; una semplice chiusura a massa (blowback) avrebbe permesso il massimo dell'affidabilità ma avrebbe anche imposto otturatori pesanti e lunghe molle di rinculo. Il cannone doveva essere invece compatto e leggero, oltre che potente e con una buona cadenza di tiro.
Si optò quindi per un funzionamento a corto rinculo di canna con detonazione anticipata del colpo: in questo sistema, la camera di sparo è più lunga del necessario, allo scopo di consentire all'otturatore di entrarvi assieme alla cartuccia, anziché andare in chiusura o in battuta sulla culatta come negli altri sistemi. il fondello del bossolo è più piccolo del corpo, per consentire all'estrattore di agganciarlo e seguire la cartuccia in culatta. Il percussore fa detonare il colpo quando questo sta ancora avanzando nella camera di sparo: l'otturatore e la canna cominciano quindi a rinculare assieme, e l'energia necessaria a vincere la resistenza offerta dal moto in avanti dell'otturatore e a sospingerlo all'indietro consente il tempo sufficiente per le pressioni dei gas di sparo, nella culatta, a scendere a livello di sicurezza. L'otturatore quindi prosegue all'indietro espellendo il bossolo esploso, e comprimendo la molla di recupero; questa ultima, quando l'otturatore ha esaurito la sua corsa retrograda, si ridistende sospingendolo in avanti e il ciclo si ripete.
Il sistema presentava molti importanti vantaggi, soprattutto per un cannone aeronautico: funzionamento sicuro ed affidabile anche con otturatori leggeri, buona cadenza di tiro, ingombri ridotti. Gli svantaggi erano una potenza necessariamente non troppo elevata della carica di lancio e una canna corta, necessaria per una rapida sfuggita dei gas di sparo; tutto ciò si traduceva in bassa velocità iniziale del proiettile e conseguente gittata ridotta, traiettoria piuttosto curva e precisione non esaltante, ma la potenza distruttiva del proiettile da 30 mm caricato con il potentissimo esplosivo RDX compensava largamente questi handicap. Sui velocissimi caccia a reazione Me 262 però, si constatò che la corta gittata utile dell'arma (3-400 m) rendeva difficile disimpegnarsi se i colpi andavano a segno, poiché l'alta velocità dell'aereo dava il rischio di restare coinvolti nella detonazione dei colpi.
Per il MK 108 vennero sviluppate diverse munizioni: perforanti, ad alto esplosivo, incendiarie, e la Minengeschoss, un particolare tipo di proiettile a frammentazione molto efficace contro i bombardieri. La carica esplosiva di RDX era molto potente e un singolo colpo poteva spezzare l'ala di una "Fortezza volante", mentre 4-5 colpi a segno distruggevano invariabilmente anche i più pesanti bombardieri alleati.